# Manny Ayulo
 Manny Ayulo  fou un pilot estatunidenc de curses automobilístiques nascut el 20 d'octubre del 1921 a Burbank, Califòrnia.
Ayulo va córrer a la Champ Car a les temporades 1949-1954 incloent-hi la cursa de les 500 milles d'Indianapolis d'aquests anys (menys 1950).
Manny Ayulo va morir en un accident el 16 de maig del 1955 als entrenaments per la cursa a Indianapolis, Indiana.

## Resultats a la Indy 500
| Any    | Cotxe  | Sortida | Vel. mitja | Ranking | Final  | Voltes | V. líder | Retirat     |
| ------ | ------ | ------- | ---------- | ------- | ------ | ------ | -------- | ----------- |
| 1949   | 52     | 33      | 125.799    | 33      | 28     | 24     | 0        | Motor       |
| 1951   | 9      | -       | -          | -       | 3*     | 200    | 11       | Va acabar   |
| 1952   | 8      | 28      | 135.982    | 10      | 20     | 184    | 0        | A 16 voltes |
| 1953   | 88     | 4       | 136.384    | 15      | 13     | 184    | 0        | A 16 Voltes |
| 1954   | 88     | 22      | 138.164    | 23      | 13     | 197    | 0        | A 3 Voltes  |
| Totals | Totals | Totals  | Totals     | Totals  | Totals | 589    | 11       |             |

| Curses       | 4  |
| Poles        | 0  |
| Voltes líder | 11 |
| Victòries    | 0  |
| Top 5        | 1  |
| Top 10       | 1  |
| Retirades    | 2  |

## A la F1
El Gran Premi d'Indianapolis 500 va formar part del calendari del campionat del món de la Fórmula 1 entre les temporades 1950 a la 1960.
Els pilots que competien a la Indy durant aquests anys també eren comptabilitats pel campionat de la F1.
Manny Ayulo va participar en 4 curses de F1, debutant al Gran Premi d'Indianapolis 500 del 1951.

### Palmarès a la F1
- Participacions: 4
- Poles: 0
- Voltes Ràpides: 0
- Victòries: 0
- Pòdiums: 1 (compartit)
- Punts vàlids per la F1: 2